# Дудинське сільське поселення
Дуди́нське сільське поселення (рос. Дудинское сельское поселение) — сільське поселення у складі Ульчського району Хабаровського краю Росії.
Адміністративний центр та єдиний населений пункт — село Дуді.

## Населення
Населення сільського поселення становить 279 осіб (2019; 340 у 2010, 532 у 2002).